# 韓宰 (明朝)
韓宰（1522年—1588年），字子衡，號翊菴，直隸真定府趙州隆平縣人，民籍，明朝政治人物。

## 生平
嘉靖三十四年（1555年）乙卯科順天府鄉試第八十二名舉人。嘉靖三十五年（1556年）聯捷丙辰科三甲第一百二十九名進士。工部观政，授山东青州府推官，四十年升刑部主事，四十三年升员外、升山西屯田佥事，丁母忧归。起补雲中兵备佥事，隆慶五年（1571年）正月升四川布政司右参议，萬曆二年（1574年）正月升山西雁平道副使，四年六月侍郎王宗沐勘阅宣大山西边务时被罢免。

## 家族
曾祖韓純，壽官；祖父韓虎；父韓儒，贈刑部员外郎。母王氏，封太安人。兄守用（省祭）、韩相。